# 六根清浄
六根清浄（ろっこんしょうじょう, indriyasaṃvara）とは、人間に具わった六根を清らかにすること。「六根浄」ともいう。根(indriya)を防護(saṃvara)すること。お経に説かれている六根は般若心経にもあるが、法華経の方がくわしい。六根清浄によるご利益について説いているのは法華経である。法華経は28の話で構成されている。その中の19番目の話の最初に登場する。修験道で唱えられている六根清浄は法華経に由来する。
六根とは、五感と、それに加え第六感とも言える意識の根幹である
- 眼根（視覚）
- 耳根（聴覚）
- 鼻根（嗅覚）
- 舌根（味覚）
- 身根（触覚）
- 意根（意識）

のことである。

## 仏典の記載
Yatvādhikaraṇamenaṃ cakkhundriyaṃ asaṃvutaṃ viharantaṃ abhijjhā domanassā pāpakā akusalā dhammā anvāssaveyyuṃ.

Tassa saṃvarāya paṭipajjati, rakkhati cakkhundriyaṃ, cakkhundriye saṃvaraṃ āpajjati.
眼根が守られないままに住する者には、貪欲（abhijjhā）、憂悩（domanassā）といった悪しき（pāpakā）不善の諸法が流れ込む。

それゆえ比丘は、その防護のために進行し、眼根を守り、眼根の防護に至るのである。
…（耳根、鼻根、舌根、身根、意根について同様に説く)…
—パーリ仏典, 経蔵中部,象跡喩小経, Sri Lanka Tripitaka Project

## 概要
六根は人間の認識の根幹である。それが我欲などの執着にまみれていては、正しい道（八正道）を往くことはかなわない。そのため執着を断ち、心を清らかな状態にすることを言う。そのため不浄なものを見ない、聞かない、嗅がない、味わわない、触れない、感じないために俗世との接触を絶つことが行なわれた（山ごもりなど）。
今日、剣山では白装束に身を包んだ信者が登山の際の掛け声として連呼しており、また、落語の「大山詣り」などではその様子が描写されている。現在でも扶桑教では富士への登拝中は「六根清浄お山は晴天」と歌っている。これは高山病にかかりにくくする効果もあると信じられている。

## 俗説
登山の際に用いられた結果、音便化し「どっこいしょ」になったという説がある。